# ماری‌جوانا در کرواسی
ماری‌جوانا در کرواسی برای استفاده شخصی جرم زدایی شده و برای مصارف پزشکی محدود قانونی است.

## جرم زدایی
از سال ۲۰۱۳، در قانون کیفری کرواسی تغییراتی ایجاد شد و مواد مخدر به دو دسته مواد سنگین و مواد سبک مثل ماری‌جوانا تقسیم شد. طبق قانون، کشت یا فروش ماری‌جوانا جرم محسوب می‌شود که مجازات آن حبس اجباری (حداقل سه سال) است. از سال ۲۰۱۳، داشتن مقدار کمی ماری‌جوانا و سایر مواد مخدر سبک یک تخلف جزئی است که بسته به مورد مورد نظر به جریمه ۵۰۰۰ تا ۲۰۰۰۰ کیلونی (۷۵۰ تا ۳۰۰۰ دلار آمریکا) منجر می‌شود.

## قانونی شدن
حزب سیاسی کلید کرواسی انسانی از قانونی شدن کامل ماری‌جوانا در کرواسی حمایت می‌کند.

## حشیش طبی
از ۱۵ اکتبر ۲۰۱۵، وزارت بهداشت به‌طور رسمی استفاده از داروهای مبتنی بر ماری‌جوانا را برای افراد مبتلا به بیماری‌هایی مانند سرطان، مولتیپل اسکلروزیس یا ایدز قانونی کرد.